# スチューベン郡 (ニューヨーク州)
スチューベン郡（英: Steuben County、[stuːˈbɛn]）は、アメリカ合衆国ニューヨーク州にある郡。人口は9万3584人（2020年） 。郡庁所在地はバスであり、同郡で人口最大の都市はコーニングである。郡名はアメリカ独立戦争の時にアメリカ側で戦ったドイツ人将軍フリードリッヒ・ヴィルヘルム・フォン・シュトイベンに因んで名づけられた。ただし、発音はアメリカ英語風に変えられた。

## 歴史
1683年にニューヨーク植民地で郡が作られたとき、現在のスチューベン郡地域はオールバニ郡に属していた。これは巨大な郡であり、ニューヨーク州北部とバーモント州の全てを含んでおり、さらに理論的には西の太平洋岸まで広がっていた。1766年7月3日に、カンバーランド郡を分離し、1770年3月16日にグロスター郡を分離したが、どちらも現在はバーモント州に含まれている。
1772年3月12日、オールバニ郡の残りが3つに分割され、1つはオールバニ郡の名前で残った。1つは西部に作られたトライアン郡だった。トライアン郡の東部境界は現在のスケネクタディ市の西約5マイル (8 km) にあり、アディロンダック山地の西側と、デラウェア川西支流より西の領域を含んでいた。トライオン郡に指定された地域には現在のニューヨーク州37郡が入っている。ニューヨーク植民地総督のウィリアム・トライアンに因んで名付けられた。
1776年に先立つ年に、トライアン郡のロイヤリストは大半がカナダに逃亡した。1784年、アメリカ独立戦争を終わらせた条約締結に続いて、トライアン郡はモンゴメリー郡に改名された。これは独立戦争時の将軍リチャード・モントゴメリーに因む命名だった。モントゴメリーはカナダで数か所を占領した後、ケベック市攻略中に戦死した。憎まれたイギリスの総督に代わる命名だった。
1789年、モンゴメリー郡からオンタリオ郡が分離した。このときのオンタリオ郡は現在の領域よりもかなり広かった。1796年スチューベン郡がオンタリオ郡から分離して設立された。1823年、スチューベン郡の一部とオンタリオ郡の一部を合わせ、イェーツ郡が設立された。さらに1854年、その一部とシェマング郡、トンプキンス郡それぞれの一部を合わせ、スカイラー郡が作られた。

## 地理
スチューベン郡はニューヨーク州南東部にあり、ペンシルベニア州境に接している。この地域は州内でサザン・ティアと呼ばれている。
アメリカ合衆国国勢調査局に拠れば、郡域全面積は1,404平方マイル (3,640 km2)であり、このうち陸地1,393平方マイル (3,610 km2)、水域は11平方マイル (28 km2)で水域率は0.82%である。ニューヨーク州内のアディロンダック山地より南では面積最大の郡である。

### 交通

#### 主要高規格道路
- 州間高速道路86号線/ニューヨーク州道17号線（サザン・ティア・イクスプレスウェイ）
- 州間高速道路390号線
- アメリカ国道15号線
- ニューヨーク州道15号線
- ニューヨーク州道21号線
- ニューヨーク州道36号線
- ニューヨーク州道414号線
- ニューヨーク州道415号線
- ニューヨーク州道417号線

#### 空港
郡内には次の公共用途空港がある。
- コーニング・ペインテッドポスト空港、アーウィン
- ホーネル市民空港、ホーネル

### 隣接する郡
- オンタリオ郡 - 北
- イェーツ郡 - 北東
- スカイラー郡 - 東
- シェマング郡 - 東
- タイオガ郡 (ペンシルベニア州) - 南
- ポッター郡 (ペンシルベニア州) - 南西
- アリゲイニー郡 - 西
- リビングストン郡 - 北西

## 郡政府と政治
スチューベン郡は17人の議会によって統治され、議会には1人の議長がいる。
ニューヨーク州議会下院では第132、第133および第148選挙区に、上院では第58選挙区に入っている。アメリカ合衆国下院議員ではニューヨーク州第23選挙区に入っており、2013年時点では共和党員を選出している。
司法では次の区に入っている。
- ニューヨーク州最高裁判所第7司法地区
- ニューヨーク州最高裁判所控訴部門第4地区

## 人口動態
以下は2000年国勢調査による人口統計データである。
| 基礎データ - 人口: 98,726人 - 世帯数: 39,071 世帯 - 家族数: 26,216 家族 - 人口密度: 27人/km2（71人/mi2） - 住居数: 46,132 軒 - 住居密度: 13軒/km2（33軒/mi2） 人種別人口構成 - 白人: 96.43% - アフリカン・アメリカン: 1.36% - ネイティブ・アメリカン: 0.27% - アジア人: 0.90% - 太平洋諸島系: 0.02% - その他の人種: 0.21% - 混血: 0.81% - ヒスパニック・ラテン系: 0.81% 先祖による構成 - ドイツ系：18.6% - イギリス系：15.2% - アメリカ人：14.4% - アイルランド系：13.6% - イタリア系：8.3% 言語による構成 - 英語：96.5% - スペイン語：1.3% | 年齢別人口構成 - 18歳未満: 26.0% - 18-24歳: 7.4% - 25-44歳: 27.2% - 45-64歳: 24.2% - 65歳以上: 15.2% - 年齢の中央値: 38歳 - 性比（女性100人あたり男性の人口） - 総人口: 96.0 - 18歳以上: 93.2 世帯と家族（対世帯数） - 18歳未満の子供がいる: 31.8% - 結婚・同居している夫婦: 51.7% - 未婚・離婚・死別女性が世帯主: 10.6% - 非家族世帯: 32.9% - 単身世帯: 27.2% - 65歳以上の老人1人暮らし: 11.9% - 平均構成人数 - 世帯: 2.49人 - 家族: 3.01人 収入と家計 - 収入の中央値 - 世帯: 35,479米ドル - 家族: 41,940米ドル - 性別 - 男性: 32,155米ドル - 女性: 24,163米ドル - 人口1人あたり収入: 18,197米ドル - 貧困線以下 - 対人口: 13.2% - 対家族数: 9.9% - 18歳未満: 18.7% - 65歳以上: 5.8% |

## 都市と町

### 市
- コーニング
- ホーネル

### 町と村
| - アディソン町 - アディソン村 - アボカ町 - アボカ村 - バス町 - バス村 - 郡庁所在地 - サボナ村 - ブラッドフォード町 - キャメロン町 - キャンベル町 - キャニステオ町 - キャニステオ村 - ケイトン町 - コホクトン町 - コホクトン村 |  | - コーニング町 - リバーサイド村 - サウスコーニング村 - ダンスビル町 - アーウィン町 - ギャングミルズ（ハムレット） - ペインテッドポスト村 - フレモント町 - グリーンウッド町 - ハーツビル町 - ホーンビー町 - ホーネルズビル町 - アークポート村 - ノースホーネル村 - ハワード町 |  | - ジャスパー町 - リンドリー町 - プラッツバーグ町 - プルトニー町 - ラスボーン町 - サーストン町 - トループスバーグ町 - タスカローラ町 - アーバナ町 - ハモンズポート村 - ウェイランド町 - ウェイランド村 - ウェイン町 - ウェストユニオン町 - ウィーラー町 - ウッドハル町 |